# Primer censo de Portugal
El primer censo de Portugal se realizó el 1 de enero de 1864 y tuvo como ámbito de actuación todo el actual territorio nacional, tanto continental como los archipiélagos de Azores y Madeira, no así las colonias. Fue el primer censo nacional que se realizó según las orientaciones internacionales del Congreso Internacional de Estadística de Bruselas de 1853, lo que marcó el inicio de los censos de la época moderna de Portugal.
Fue llevado a cabo por la división de Estadística del Ministerio de Obras Públicas. Se utilizó para ello el método de recopilación directa, nominativa y simultánea basada en los libros de familia. Por primera vez en Portugal, todos los individuos fueron censados el mismo día y en el lugar donde pasaron la noche del 31 de diciembre de 1863 al 1 de enero de 1864. Se recogieron las siguientes variables: población de hecho, según el sexo, la edad, el estado civil (soltero, casado o viudo); población ausente (residente pero no presente);  transeúntes (presentes no residentes) y hogares o familias. Las variables profesión (o condición social) y nacionalidad también fueron recogidas, pero no se analizaron debido al mal uso de los boletines. Lo mismo ocurrió con la contabilización de los hogares, donde se pretendía distinguir entre casas habitadas o deshabitadas, lo cual no fue posible. Por una cuestión de simplicidad, se decidió no recoger información sobre el nivel de instrucción de la población.
Los resultados de este censo se publicaron en 1868, en un volumen de 340 páginas, diferenciando la población por distritos. En aquel momento había 21 distritos en Portugal: 17 en el continente (los actuales con excepción del de Setúbal, integrado en el de Lisboa), tres en las Azores (Angra do Heroísmo, Horta y Ponta Delgada) y uno en Madeira (Funchal). Asimismo, también se dividían en municipios, freguesias y, en caso de los archipiélagos, por isla. Según el censo, Portugal tenía 4 188 410 habitantes de facto.

## Algunos resultados
| Distrito          | Población de facto | Población de facto | Población de facto | Electores |
| Distrito          | Hombres            | Mujeres            | Total              | Electores |
| ----------------- | ------------------ | ------------------ | ------------------ | --------- |
| Aveiro            | 108 035            | 130 665            | 238 700            | 9,77%     |
| Beja              | 68 976             | 66 532             | 135 508            | 8,86%     |
| Braga             | 138 028            | 171 480            | 309 508            | 6,68%     |
| Braganza          | 80 473             | 78 436             | 158 909            | 12,16%    |
| Castelo Branco    | 77 803             | 81 702             | 159 505            | 8,17%     |
| Coímbra           | 126 751            | 142 143            | 268 894            | 9,01%     |
| Évora             | 50 117             | 47 987             | 98 104             | 7,93%     |
| Faro              | 85 757             | 86 903             | 172 660            | 8,06%     |
| Guarda            | 102 356            | 108 058            | 210 414            | 9,02%     |
| Leiría            | 85 762             | 88 154             | 173 916            | 11,03%    |
| Lisboa            | 225 512            | 212 952            | 438 464            | 10,09%    |
| Portalegre        | 48 866             | 46 799             | 95 665             | 8,30%     |
| Oporto            | 185 375            | 225 290            | 410 665            | 7,18%     |
| Santarém          | 98 255             | 98 362             | 196 617            | 9,69%     |
| Viana do Castelo  | 87 073             | 108 184            | 195 257            | 9,10%     |
| Vila Real         | 104 294            | 108 995            | 213 289            | 8,68%     |
| Viseu             | 168 118            | 185 425            | 353 543            | 8,36%     |
| Angra do Heroísmo | 31 668             | 40 543             | 72 211             | 7,40%     |
| Horta             | 28 017             | 36 968             | 64 985             | 7,68%     |
| Ponta Delgada     | 51 705             | 59 127             | 110 832            | 6,39%     |
| Funchal           | 52 599             | 58 165             | 110 764            | 9,06%     |
| Total nacional    | 2 005 540          | 2 182 870          | 4 188 410          | 8,75%     |